# Azzam Alwash
Azzam Alwash (1958) é um engenheiro hidráulico e ambientalista iraquiano. Ele recebeu o Prémio Ambiental Goldman em 2013 pelos seus esforços na restauração de pântanos salgados no sul do Iraque que foram destruídos durante o regime de Saddam Hussein.
Alwash deixou o Iraque em 1978 aos 20 anos porque se recusou a ingressar no partido governante Ba'ath. A meio do curso de engenharia, Alwash mudou-se para Los Angeles, Califórnia, e continuou os seus estudos. Após a invasão de 2003, Alwash voltou ao Iraque e criou uma organização sem fins lucrativos, a Nature Iraq, para se concentrar na restauração dos pântanos salgados do sul do Iraque.